# Luciano Balbi
Luciano Damián Balbi (Rosário (Argentina), 4 de abril de 1989) é um futebolista profissional argentino que atua como defensor.

## Carreira

### Lanús
Luciano Balbi se profissionalizou no Lanús, em 2009.
Luciano Balbi integrou o Club Atlético Lanús‎ na campanha vitoriosa da Copa Sul-Americana de 2013.

## Títulos
Lanús
- Copa Sul-Americana: 2013